# 로버트 로스
로버트 로스(Robert Ross, 1766년 – 1814년 9월 12일)는 나폴레옹 전쟁과 1812년에 참가한 앵글로 아일랜드계 영국군 장교이다. 그는 워싱턴 방화로 가장 잘 알려진 인물이며, 백악관과 미국 국회의사당을 불태우고, 볼티모어에 투입은 실패로 돌아간다. 그는 불명예스러운 맥헨리 요새 포격 전날에 벌어진 노스포인트 전투에서 전사를 한다.

## 어린 시절
로버트 로스는 아일랜드 왕국 다운 군 노스트레버에서 7년 전쟁에서 장교를 지낸 아버지 데이비드 로스 소령과 어머니 샤르몽 배작의 누이 사이에서 태어났다. 더블린 트리니티 컬리지에서 교육을 받았으며, 컬리지 역사 학회의 총무를 맡았으며, 제25 보병연대의 수습장교로 1789년에 입대했다.

## 나폴레옹 전쟁
1799년 네덜란드에서 크레블댐 전투와 1801년 이집트에서 알렉산드리아 전투에 초급 장교로 싸웠다. 1803년 소령으로 진급하여 20보병연대를 맡게 된다. 그후 그는 1806년 나폴리 왕국 마이다에서 싸웠다. 1808년 말에 중령으로 진급하였고, 1809년 초 스페인 코루나 전투에 참전하였다. 1810년 로스는 대령 진급과 함께 옹의 참모가 되었다.

### 반도 전쟁
1813년 반도 전쟁에서 아서 웰슬리 휘하로 파견되어 그해 비토리아 전투, 론세스발레 전투, 소라우렌 전투에서 그의 연대를 지휘했다. 1814년 2월 27일, 오테스 전투에서 목좌측에 중상을 당해 후송되어 미국 파견군 사령관을 맡았다.

## 1812년 전쟁
로스는 전 영국 부대 총책임자를 맡아 소장으로 미국 동부 해안으로 향해했다. 그는 친히 영국 부대를 이끌고 메릴랜드주 베네딕트에 상륙하여 1814년 8월 24일 블래던스버그 전투에서 미군을 기습하기 위해 어퍼 말보로로 진군을 했다. 이 기습을 통해 도중에 급조된 미군 민병대를 붕괴시켰다. 블래던스버그에서 계속 이동을 하여, 로스는 근처의 워싱턴 D.C.로 교전을 치뤘으며 그의 말이 총탄을 맞게 된다. 그는 캐나다 침공하여 1813년 미국이 요크 시(오늘 날의 토론토)를 불태운데 대한 보복으로 백악관과 미국 국회의사당과 같은 공공건물과 시설과 해군 조병창을 불태웠다. 공적 자산을 불태운 로스의 결정에 여전히 논란이 많지만, 그 방화 중에도 민간 자산은 보존해 주었다.

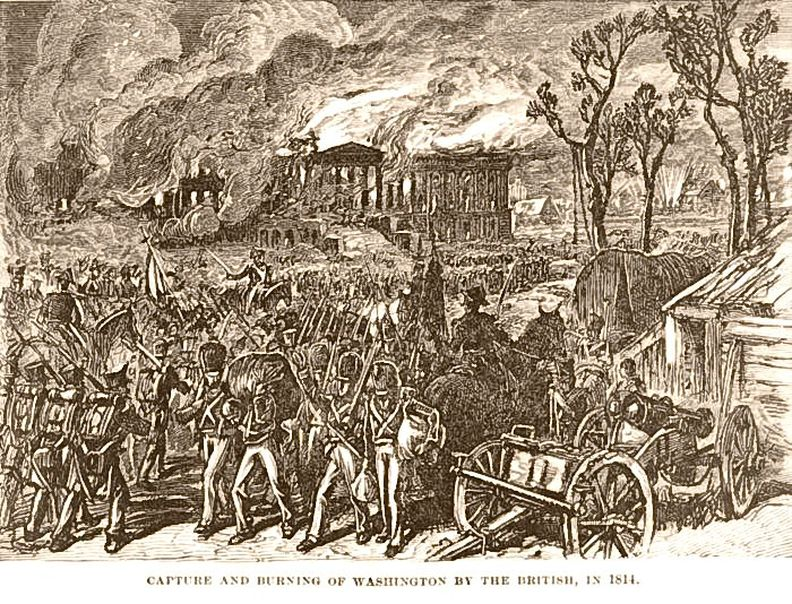
1814년 워싱턴 방화

그후 로스는 매릴랜드 볼티모어를 습격하자고 설득을 했다. 1814년 9월 12일 그의 부대는 시에서 12마일 떨어진 볼티모어 군의 노스 포인트 남동쪽에 있는 파탑스코 넥 반도의 남단에 상륙을 했다. 볼티모어 전투의 일부로 도중에 노스포인트 전투라고 불리는 전투를 벌이게 되는데, 영국군은 미군 교전대를 마주쳤고, 로스 장군은 그의 부대를 이끌고 친히 전진을 했다. 미군 저격병이 그를 쏘아 오른쪽 팔을 뚫고 왼쪽 가슴을 쏘았다. 볼티모어 전설에 따르면, 당시 18살과 19살이었던 두 명의 미군 라이플 병인 대니얼 웰즈와 헨리 맥코마스가 각각 로스를 죽였다고 전한다. 로스는 함대로 이송되는 도중에 사망을 했다.
그의 죽음 이후, 장군의 시신은 토넌트 호의 자마이카 럼주를 담는 129 갤런 통에 보관이 되었다. 그 배가 다가올 전투를 위해 1815년 1월 뉴올리언스로 방향을 돌렸을때, 그의 시선은 영국 배 로열 오크 호에 선적되어 노바스코샤의 핼리팩스로 이송되었고, 그곳에서 그의 시신이 1814년 9월 29일에 오울드 베링 그라운드에 매장되었다.

## 같이 보기
- 워싱턴 방화